# Nathalie Bouvier
Pour les articles homonymes, voir Bouvier.
Nathalie Bouvier, née le 31 août 1969 à Lons-le-Saunier, est une ancienne skieuse alpine française.

## Palmarès

### Championnats du monde
- Championnats du monde de 1991 à Saalbach (Autriche) :
  -  Médaille d'argent en Descente

### Coupe du monde
- Meilleur résultat au classement général : 28e en 1991 et 1995
  - 1 victoire : 1 géant

#### Saison par saison
- Coupe du monde 1990 :
  - Classement général : 37e
    - 1 victoire en géant : Park City
- Coupe du monde 1991 :
  - Classement général : 28e
- Coupe du monde 1993 :
  - Classement général : 103e
- Coupe du monde 1994 :
  - Classement général : 58e
- Coupe du monde 1995 :
  - Classement général : 28e
- Coupe du monde 1996 :
  - Classement général : 60e

### Arlberg-Kandahar
- Meilleur résultat : 8e place dans la descente 1993-94 à Sankt Anton

### Championnats de France
- Championne de France de Descente en 1989